# Capvern
Capvern település Franciaországban, Hautes-Pyrénées megyében. Lakosainak száma 1286 fő (2022. január 1.). Capvern Lutilhous, Avezac-Prat-Lahitte, Campistrous, Lagrange, Lannemezan, Mauvezin, Benqué-Molère és Tilhouse községekkel határos.

## Népesség
A település népességének változása:
| Lakosok száma | 1293 | 1325 | 1330 | 1285 | 1267 | 1264 | 1266 | 1267 | 1286 |
|               | 2013 | 2015 | 2016 | 2017 | 2018 | 2019 | 2020 | 2021 | 2022 |